# رولند لبه
رولند لبه (انگلیسی: Roland Edge؛ زادهٔ ۲۵ نوامبر ۱۹۷۸) بازیکن فوتبال اهل بریتانیا است.
از باشگاه‌هایی که در آن بازی کرده‌است می‌توان به باشگاه فوتبال هال سیتی، باشگاه فوتبال گیلینگام، باشگاه فوتبال هیبرنین، باشگاه فوتبال فوکستون اینویکتا، و باشگاه فوتبال مایدستون یونایتد اشاره کرد.